# AO Edessaikos
Maillots
Le Athlitikos Syllogos Edessaikos (en grec moderne : Αθλητικός Σύλλογος Εδεσσαϊκός), plus couramment abrégé en AO Edessaikos, est un club grec de football fondé en 1960, et basé dans la ville d'Édessa.

## Histoire
Edessaikos est fondé en 1960 à Edessa, une ville du Nord de la Grèce. C'est une équipe historique du football grec, depuis qu'elle a pris part à l'Alpha Ethniki - la première division grecque - entre 1992 et 1997. Actuellement, le club n'a pas su maintenir son niveau et joue en championnat régional, en 4e division.
Beaucoup de joueurs passés ou formés à Edessaikos ont poursuivi leur carrière dans de grands clubs tels que l'Olympiakos, le Panathinaikos, OFI Crete ou l'AEL Larissa.

## Palmarès
| Compétitions nationales                                          | Compétitions internationales                  |
| ---------------------------------------------------------------- | --------------------------------------------- |
| - Championnat de Grèce D2 (2) : - Champion : 1962-63 et 1964-65. | - Coupe des Balkans (1) : - Vainqueur : 1993. |

## Personnalités du club

### Présidents du club
- Petros Passalis
- Michalis Tzemptimis
- Anastasios Koukos

### Entraîneurs du club
| - Panos Markovic (1965 - 1966) - Antonios Sapountzis (1991 - 1992) - Makis Katsavakis (1992 - 1993) - Stavros Diamantopoulos (1994 - 1995) | - Ángelos Anastasiádis (1995 - 1997) - Dimitris Alexiou (1997 - 1998) - Panagiotis Kermanidis - Christos Mesimerlis | - Paris Zouboulis - Vaios Stergiopoulos - Kostas Maloumidis (2016 - 2017) |

### Anciens joueurs du club
- Giorgos Nasiopoulos
- Hristo Kolev
- Tasos Panagiotidis